# 重庆白市驿机场

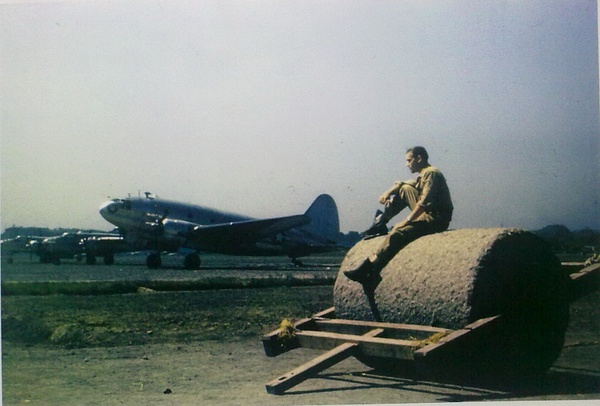
抗战期间一飞虎队队员坐在白市驿机场工地上，后方是执行国际航班飞航的C-46运输机和一架中华民国空军B-25轰炸机（1945年）

重庆白市驿机场位于中国重庆市九龙坡区白市驿镇，建成于1936年12月，最初隶属中华民国航空管理局，1939年开通重庆─河内，重庆─新加坡，重庆─香港的国际航班。是中国历史上第三个投入使用的国际机场。于1940年改扩建，跑道扩展至1,900米，用于起降飛虎隊美國第十四航空隊之P-40歼击机，是抗日戰爭重要軍用機場，1940－1944年间，共起降飞机6,600余架次，其中民用国际航班147架次，战斗起飞4,000余架次。
驻机场空军部队计划将搬迁至涪陵蔺市镇五马机场。

## 歷史

### 开端
位於重慶市西南230°方向，距離市中心25公里。
民國27年（1938年）5月1日四川省政府電令永川行政督察區專員公署和航空站負責白市驛機場的勘察和修建任務。7月1日開始測量，並於11月1日成立機場建築委員會，11月5日開工，徵地922.236畝，徵工6,678人。
民國28年（1939年）6月30日，機場基本竣工:232。共完成1,200公尺×500公尺的場面平整，泥結碎石跑道長1,150公尺、寬100公尺，共挖方429,865.7立方公尺，填方891,058.9立方公尺，採集碎石11,500立方公尺，用工180萬個。白市驿机场启用当年即配备了地面歸航台，成为中国最早使用无线电助航的机场:233。

### 1930－1940年代
1939年（民國28年）年底，航委會決定再次擴修機場，主要工程項目包括：修建與原跑道成「人」字形的西北部800公尺×400公尺的預備跑道；更改機場北部設施；因新建跑道需要，增長南部場地；更改機場南部設施；修建機場西北、東部交通路；修拖機道；加寬賴白公路（即戰車平行道）；修建第七便道；改建省道等10項。徵調巴縣、江北縣等12縣區民工15,200名參加施工，擴建工程於民國28年（1939年）12月10日開工，計劃民國29年（1940年）農忙前竣工。但延至民國31年(1942年)1月才完工，工程費用也遠超過原定預算。此次擴修共征民地885.662畝，擴建後的機場場面南北長達1,500公尺，主跑道長1,000公尺:234。
1943年（民國32年）機場北部又進行了一次擴修，跑道兩端進行延長。共征地171.451畝，挖土18,214.56立方公尺，挖石19,587.49立方公尺，填方89,461.33立方公尺，場面向北延長300公尺，主機場場面長1,800公尺，寬500公尺，主跑道延長至1,500公尺，機場用地為1,800多畝。抗戰時期，該機場為美國駐華空軍司令部駐地，並為建營房而征地196.096畝。抗戰勝利後為軍民合用機場。
民國38年（1949年）6月12日，「兩航」奉命開始整修白市驛機場，為儘量避免影響通航，工程分兩步，先由中航和央航自行整修停機坪和滑行道，其中停機坪為100英尺×100英尺的水泥混凝土道面，整修後的水泥混凝土跑道可起降「空中行宮」和「空中霸王」等機型。現為軍用機場。
1949年11月29日，中國國民黨總裁蔣中正從白市驛機場起飛前往成都，同日下午機場落入中國人民解放軍之手，蔣中正從那時之後未再重返重慶。

### 1950－1960年代
白市驿机场在50年代进行过数次整修和扩建。1965年，周恩来总理乘飞机赴重庆会见西哈努克亲王，由于天气恶劣，座机无法在重庆机场降落，被迫改降成都，但依然耽误了行程，并为此颇为不满，下令改建重庆机场，随将其再次扩建成2,200米的水泥混泥土跑道及同等长度的滑行道和五条场内联络道，1968年底竣工，跑道方向也顺时针增加了3度:235。1969年中国人民解放军空军进驻机场，功能变为军民共用。

### 1970－1980年代
1982年，白市驿机场候机楼工程开工，首期工程1984年6月完工，但第二期工程因决定新建江北机场而停止实施:236（江北机场工程1984年10月24日获批:254）。

## 回归军用
1990年1月22日，重庆江北国际机场投入使用后，白市驿机场停止民用，改回军用机场。现为中国人民解放军空33师驻地，编制有15架苏27SK歼击机，1架苏27UBK歼击机8架歼-11B歼击机，18架歼十歼击机和36架其他各型飞机拱卫重庆，中国第一位航天员杨利伟在同一师的重庆梁平机场服役过。